# プブリウス・ウァレリウス・プブリコラ (紀元前352年の執政官)
プブリウス・ウァレリウス・プブリコラまたはポプリコラ（ラテン語: Publius Valerius Publicola、生没年不詳）は紀元前4世紀の共和政ローマの政治家・軍人。紀元前352年に執政官（コンスル）、紀元前344年に独裁官（ディクタトル）を務めた。

## 出自
パトリキ（貴族）であるウァレリウス氏族の出身である。父のコグノーメン（第一名、個人名）はプブリウス、祖父はルキウスである。父と祖父に関しては何も分からないが、執政武官を5回務めたルキウス・ウァレリウス・プブリコラは叔父、紀元前355年と紀元前353年の執政官マルクス・ウァレリウス・プブリコラは従兄弟の可能性がある。

## 執政官（紀元前352年）
紀元前352年、プブリコラは執政官に就任。同僚執政官はプレブス（平民）出身のガイウス・マルキウス・ルティルスであった。リキニウス・セクスティウス法では執政官の一人はプレブスが就任することとなっていたが、直前の2年間はプレブス執政官は選ばれておらず、両者の間に不和が生じていた。両執政官は、パトリキとプレブスの融和を示すため、市民の負債の調査を行った。この調査のために5人の委員が選ばれ、非常に公正な調査を行い、債務者・債権者共に満足する解決を見た。

## 独裁官（紀元前344年）
紀元前344年、執政官ガイウス・マルキウス・ルティルスとティトゥス・マンリウス・インペリオスス・トルクァトゥスは、カピトリヌスの丘にユノー・モネータ神殿（en）を建立した。これは前年の独裁官ルキウス・フリウス・カミッルスが、アウルンキとの戦いにあたって約束していたものであった。ティトゥス・リウィウスによると、建立式の後に石の雨が降り、空が真っ黒となってしまった。この超常現象に市民は不安となり、元老院はシビュラの書にもあたり、祭日を定めるため独裁官を設置することとした。プブリコラが独裁官に、クィントゥス・ファビウス・アンブストゥスがマギステル・エクィトゥム（騎兵長官）に指名された。ローマ人だけでなく、近隣の住民も祈祷するよう決定され、各国ごとの祭日が定められた。

## 騎兵長官（紀元前332年）
紀元前332年、プブリコラは独裁官マルクス・パピリウス・クラッススの騎兵長官（副官）に指名されている。

## 参考資料
- ティトゥス・リウィウス『ローマ建国史』